# Sergej Birjuzov
Sergej Semjonovič Birjuzov (rusky Сергей Семёнович Бирюзов; 21. srpna 1904 Skopin – 19. října 1964, poblíž Bělehradu, Jugoslávie) byl sovětský vojevůdce, od roku 1955 maršál Sovětského svazu. Hrdina Sovětského svazu (1958), náčelník Generálního štábu Ozbrojených sil SSSR (1963-1964).

## Život
Narodil se roku 1904 ve Skopinu v Rjazaňská gubernii v Rusku. Pocházel z rodiny obchodníka. V roce 1926 se stal členem komunistické strany. Ve 20. letech vstoupil do armády a rychle postupoval. V roce 1929 ukončil 2. ročník večerní univerzity pro pracující. Roku 1934 před nástupem na Vojenskou akademii M. V. Frunzeho byl velitelem praporu. Studium na akademii ukončil v roce 1937 s diplomem 1. stupně. Následně velel štábu střelecké divize. V roce 1939 se stal náčelníkem operačního oddělení štábu Charkovského vojenského okruhu. V srpnu 1939 byl pověřen vedením 132. divize.
Birjuzov následně velel této jednotce tři roky, což bylo v sovětské armádě vzácností. Po vypuknutí války s Německem byla jeho divize součástí Jihozápadního a Brjanského frontu. Byl kvalitním divizním velitelem, který neváhal jednotce velet z první linie. Během prvního roku bojů byl Birjuzov pětkrát raněn, z toho dvakrát vážně.
V dubnu 1942 se stal náčelníkem štábu 48. armády Brjanského frontu. V této funkci setrval do listopadu 1942, kdy byl pověřen vedením štábu 2. gardové armády, které velel R. M. Malinovskij. V této pozici setrval do dubna 1943, přičemž se podílel na vedení bojových operaci během bitvy o Stalingrad, těžkých bojů s německým tankovým uskupení von Mansteina jakož i sovětských protiútoků operace Saturn.
V dubnu 1943 se stal náčelníkem štábu Jižního frontu, kde spolupracoval s F. I. Tolbuchinem. V říjnu 1943 byl front přejmenován na 4. ukrajinský front. Birjuzov dále zůstal jeho náčelníkem štábu až do května 1944, kdy byl přeložen ke 3. ukrajinskému frontu. V říjnu 1944, byl Birjuzov pověřen velením 37. armády 3. ukrajinského frontu. V této pozici setrval do května 1946. Jako velitel armády se podílel na osvobozování Ukrajiny, Bulharska a Jugoslávie.
Po válce vedl do roku 1947 sovětskou vojenskou misi v Bulharsku. Později do roku 1955 působil na různých velitelských postech. 11. března 1955 byl povýšen do hodnosti Maršála Sovětského svazu. Od dubna 1955 do dubna 1962 působil jako velitel sovětské protivzdušné obrany. Později působil jako velitel strategických raketových vojsk a v roce 1963 se stal náčelníkem sovětského generálního štábu.
Birjuzov tragicky zahynul 19. října 1964 při letecké katastrofě. Dopravní letadlo narazilo do vrchu Avala nedaleko Bělehradu v tehdejší Jugoslávii. Urna s jeho popelem je uložena na pohřebišti u kremelské zdi v Moskvě.